# Rathaus (Augsburg)

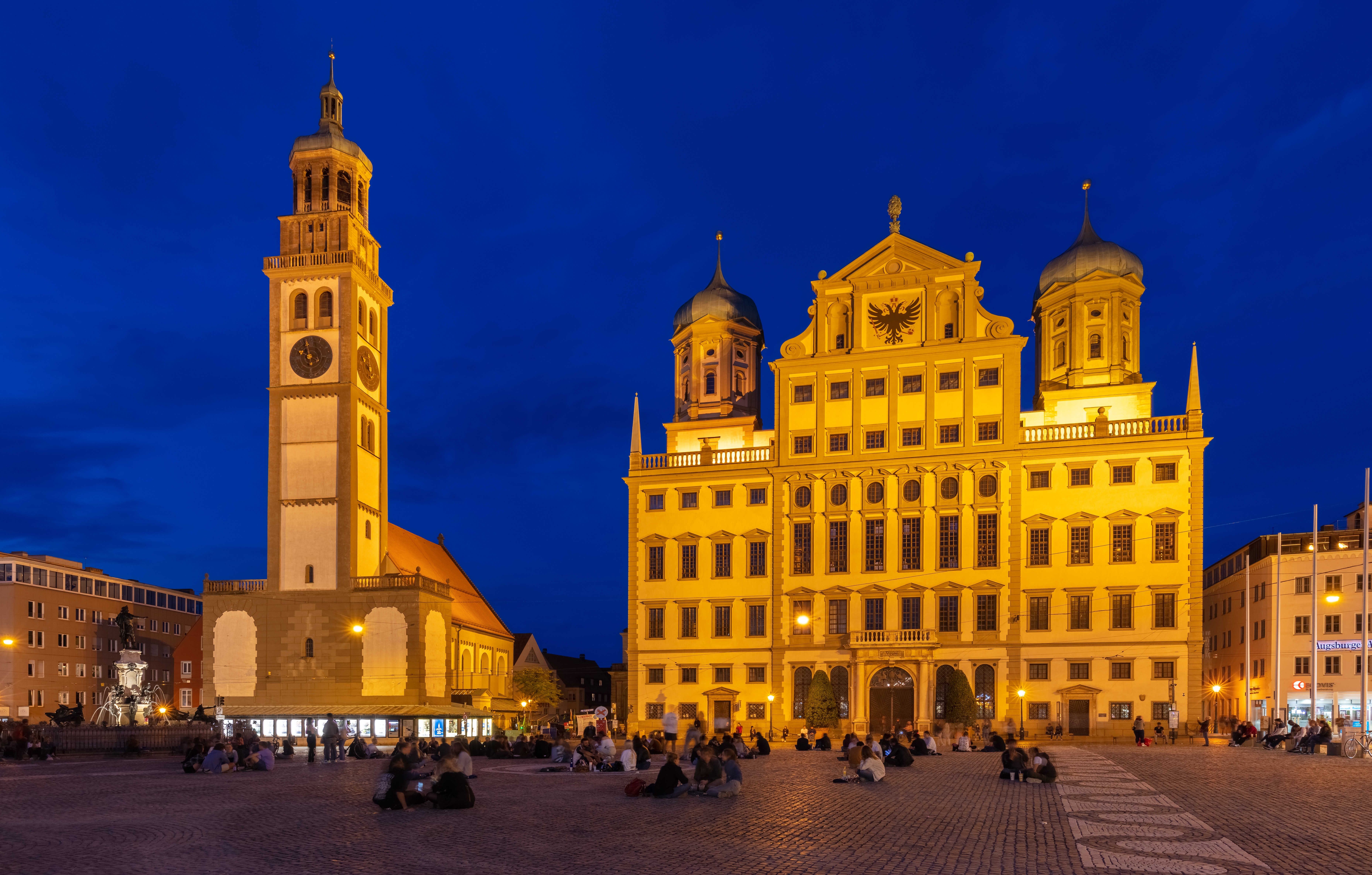
Blick vom Rathausplatz auf die Vorderseite des Rathauses

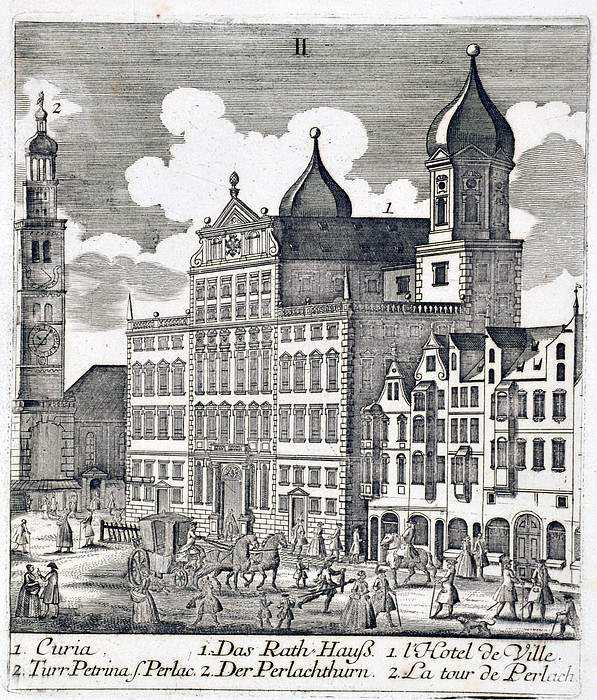
Augsburger Rathaus, um 1818

Das Augsburger Rathaus wurde von 1615 bis 1624 an der Ostseite des Rathausplatzes von Augsburg errichtet. Der 57 Meter hohe Profanbau gilt als einer der bedeutendsten der Renaissancearchitektur nördlich der Alpen und stellt zusammen mit dem Perlachturm das Wahrzeichen der Stadt dar.
Aufgrund seiner historischen Bedeutung untersteht es der Haager Konvention zum Schutz von Kulturgut bei bewaffneten Konflikten.

## Geschichte

### Vorgängerbauten und Planungen

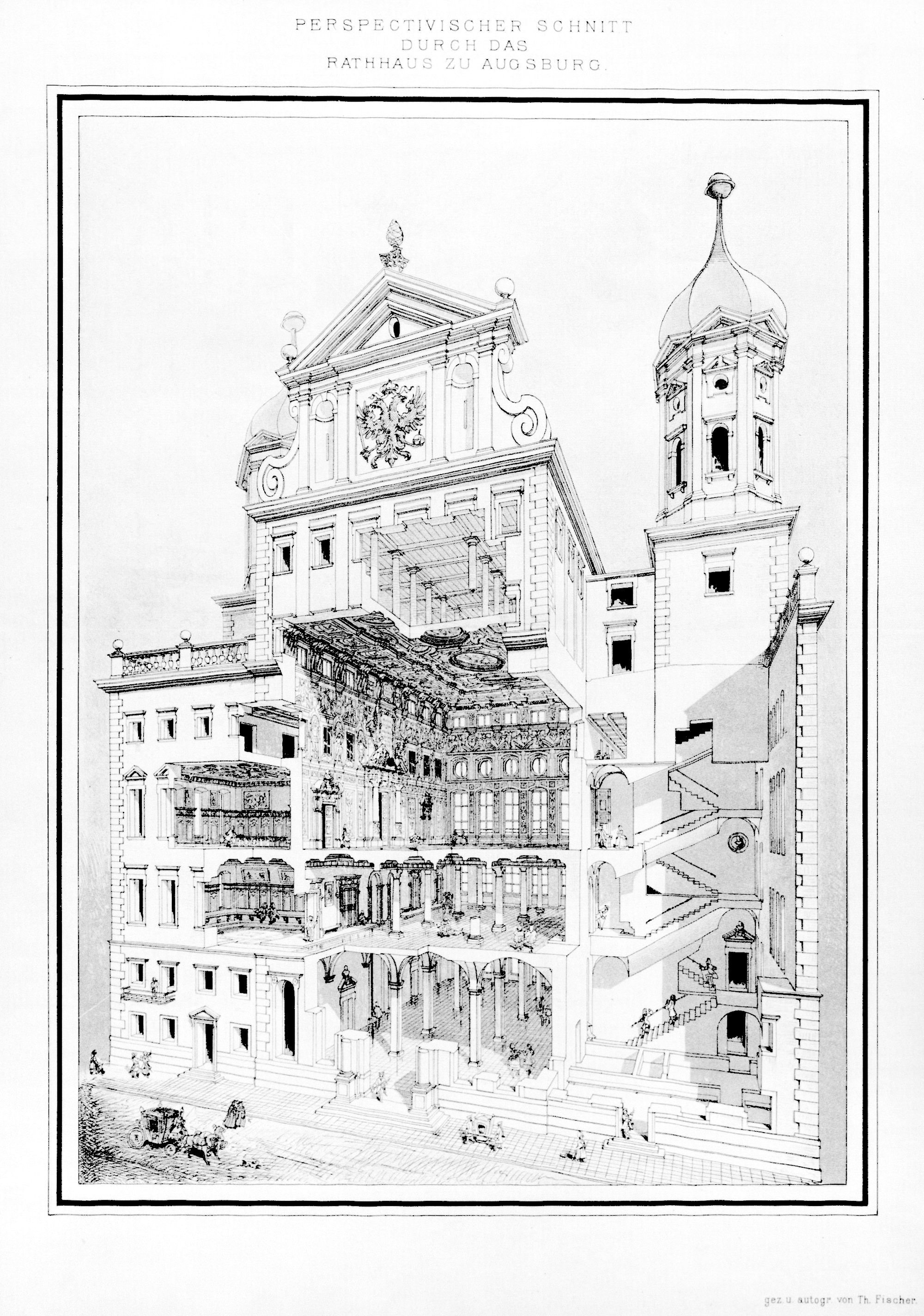
Schnittzeichnung von Theodor Fischer, 1886

Im Jahre 1260 erwähnen Urkunden erstmals ein Rathaus in Augsburg, welches in Holzbauweise errichtet war. Nach einem Brand 30 Jahre später und dem anschließenden Neubau errichteten die Stadtväter 1385 ein Gebäude aus Stein. In den Jahren 1449 und 1515/16 wurde das Rathaus mehrmals erweitert. Die Fassadengestaltung erfolgte damals u. a. durch Jörg Breu den Älteren.
Zunächst sollte das alte Augsburger Rathaus Anfang des 17. Jahrhunderts lediglich umgebaut werden, um den Ansprüchen für die Abhaltung der Reichstage zu genügen, die zu dieser Zeit in der Reichsstadt stattfanden. Die Stadtregierung beauftragte deshalb 1609 den bekannten Baumeister Elias Holl, einen Umbauplan für das gotische Gebäude zu entwerfen, womit sich der Architekt jedoch schwer tat. Erst nach sechsjähriger Planungsphase konnte Holl dem Magistrat einen angemessenen Umbauplan vorstellen, den die Stadträte schließlich auch noch ablehnten. Überraschenderweise erhielt Elias Holl stattdessen 1614 einen völlig anderen Auftrag: er sollte das alte gotische Rathaus, welches drei Giebel und einen Glockenturm besaß, abreißen und an seiner Stelle einen prächtigen Neubau errichten.

### Neubau unter Elias Holl
Elias Holl erarbeitete unter Mitsprache des Stadtrates und vermutlich auch des Stadtmalers Johann Matthias Kager ein Neubauprojekt, dessen Entwicklung in mehreren Architekturmodellen dokumentiert ist. Am 25. August 1615 erfolgte die Grundsteinlegung. Nach dem Willen der Stadtväter sollte das Rathaus keine Türme bekommen, Elias Holl jedoch bestand auf den bekannten Zwiebeltürmen neben dem Giebel und konnte sich erst im Jahre 1618 – also bereits weit nach Baubeginn – damit durchsetzen. 1620 waren die Außenarbeiten, 1624 der Innenausbau nach insgesamt fünfzehnjähriger Planungs- und neunjähriger Bauzeit abgeschlossen. Vom alten, gotischen Rathaus blieb nur ein Wappenstein, der auf der Rückfront des neuen Rathauses eingemauert wurde.
Das Rathaus gilt als Holls Meisterwerk. Technisch ist das Augsburger Rathaus eine Pionierleistung: bei seiner Fertigstellung galt es als weltweit einziges bestehendes Gebäude mit mehr als sechs Stockwerken. Das Selbstverständnis der reichsstädtischen Augsburger drückt sich in zwei unübersehbaren Ornamenten am gewaltigen Giebel auf der Frontseite des Rathauses aus: der gemalte Reichsadler symbolisierte die Reichsunmittelbarkeit der Stadt, die große kupferne Zirbelnuss darüber das Bewusstsein über die antike Gründung der Stadt.
Im Inneren des Rathauses befinden sich drei übereinander liegende Säle: Im Erdgeschoss, hinter dem Hauptportal, der so genannte „Untere Fletz“, im Stockwerk darüber der „Obere Fletz“ („Fletz“ bedeutet „Hausflur“). Der weitaus eindrucksvollste Raum im Gebäude ist jedoch der über zwei Geschosse reichende „Goldene Saal“ mit seinen Prunkportalen, Wandmalereien sowie der prachtvollen Kassettendecke. Angrenzend finden sich hier zudem die Fürstenzimmer, die als Versammlungsorte anlässlich der Reichstage und Rückzugsräume für hohe Gäste entworfen wurden. Die Baukosten für das neue Augsburger Rathaus betrugen etwa 100.000 Gulden.

### Auswirkungen des Dreißigjährigen Krieges
Der Dreißigjährige Krieg, der wenige Jahre vor Fertigstellung des Rathauses begann, zog auch Augsburg stark in Mitleidenschaft. Vor dem Krieg eines der bedeutenden Wirtschaftszentren auf dem Kontinent, befand sich die alte Reichsstadt Mitte des 17. Jahrhunderts im Niedergang. Der Krieg hatte Augsburg nicht nur seiner jahrhundertelangen wirtschaftlichen Vormachtstellung in Europa beraubt, sondern die Stadt auch mehr als die Hälfte ihrer Bevölkerung gekostet. Die Reichstage, für die das prächtige Rathaus ursprünglich erbaut worden war, fanden nun in anderen deutschen Städten statt.
Nur einmal noch – im späten 17. Jahrhundert – war das Augsburger Rathaus Schauplatz eines Festes von reichsweiter Bedeutung, als im Jahre 1690 Joseph I. im Goldenen Saal ein Festbankett anlässlich seiner Krönung zum römisch-deutschen König abhielt.

### Veränderungen im 18. und 19. Jahrhundert
Als die in Europa im Jahr 1713 ausgebrochene Pest auch Regensburg erfasste, wurde der dort tagende Immerwährende Reichstag in den Jahren 1713 und 1714 vorübergehend nach Augsburg verlegt.
Bei der bayerischen Besetzung Augsburgs im Jahre 1806 (eine Folge der Napoleonischen Kriege) wurden die ursprünglich aus Bronze gefertigten Reichsadler, die reichsstädtischen Insignien schlechthin, auf bayerischen Befehl von beiden Giebelseiten entfernt und sind seitdem verschollen. 1884 wurde die Ostfront freigelegt, um die Arbeit von Elias Holl zu würdigen.

### Zerstörung und Wiederaufbau

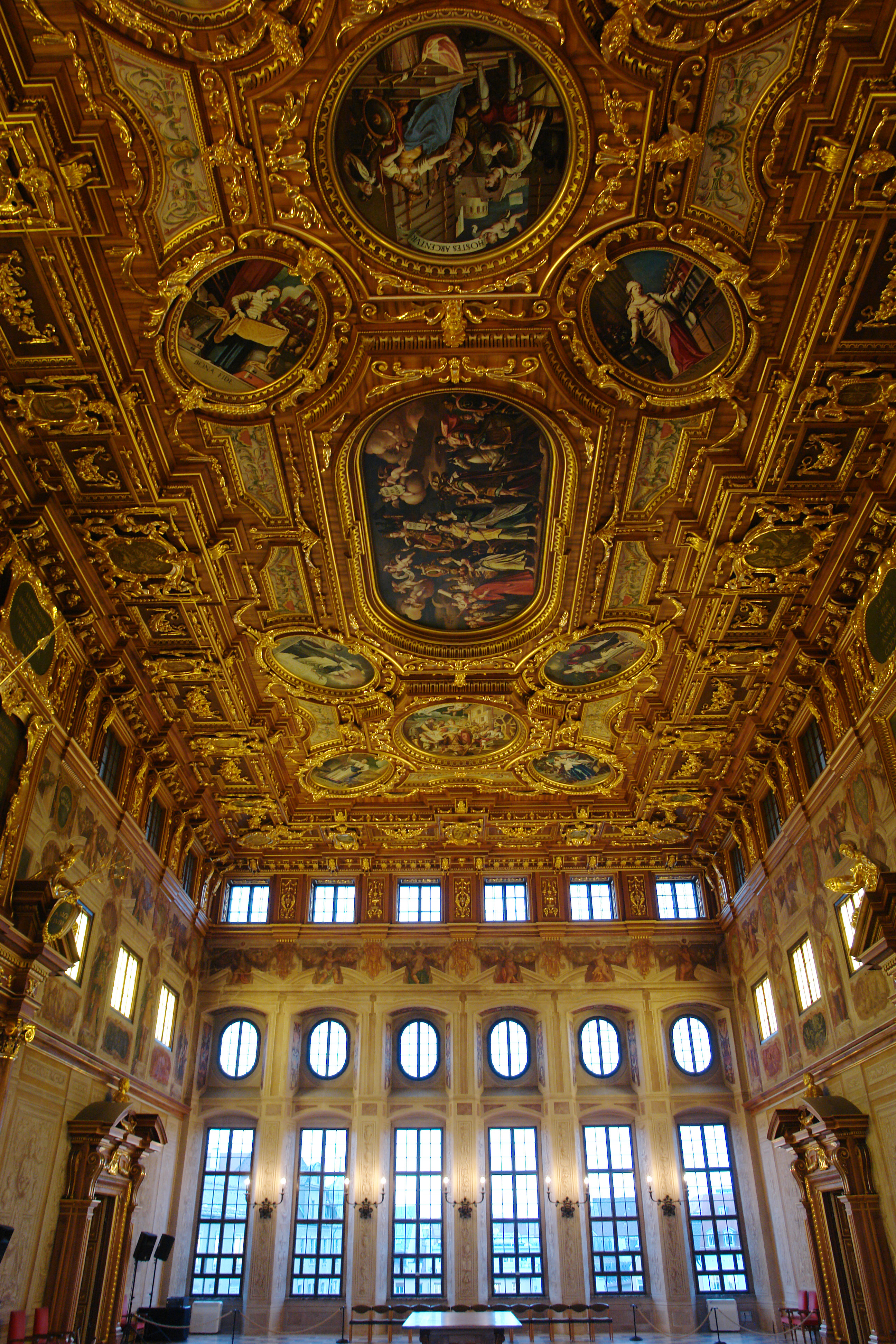
Goldener Saal im Zentrum des Rathauses

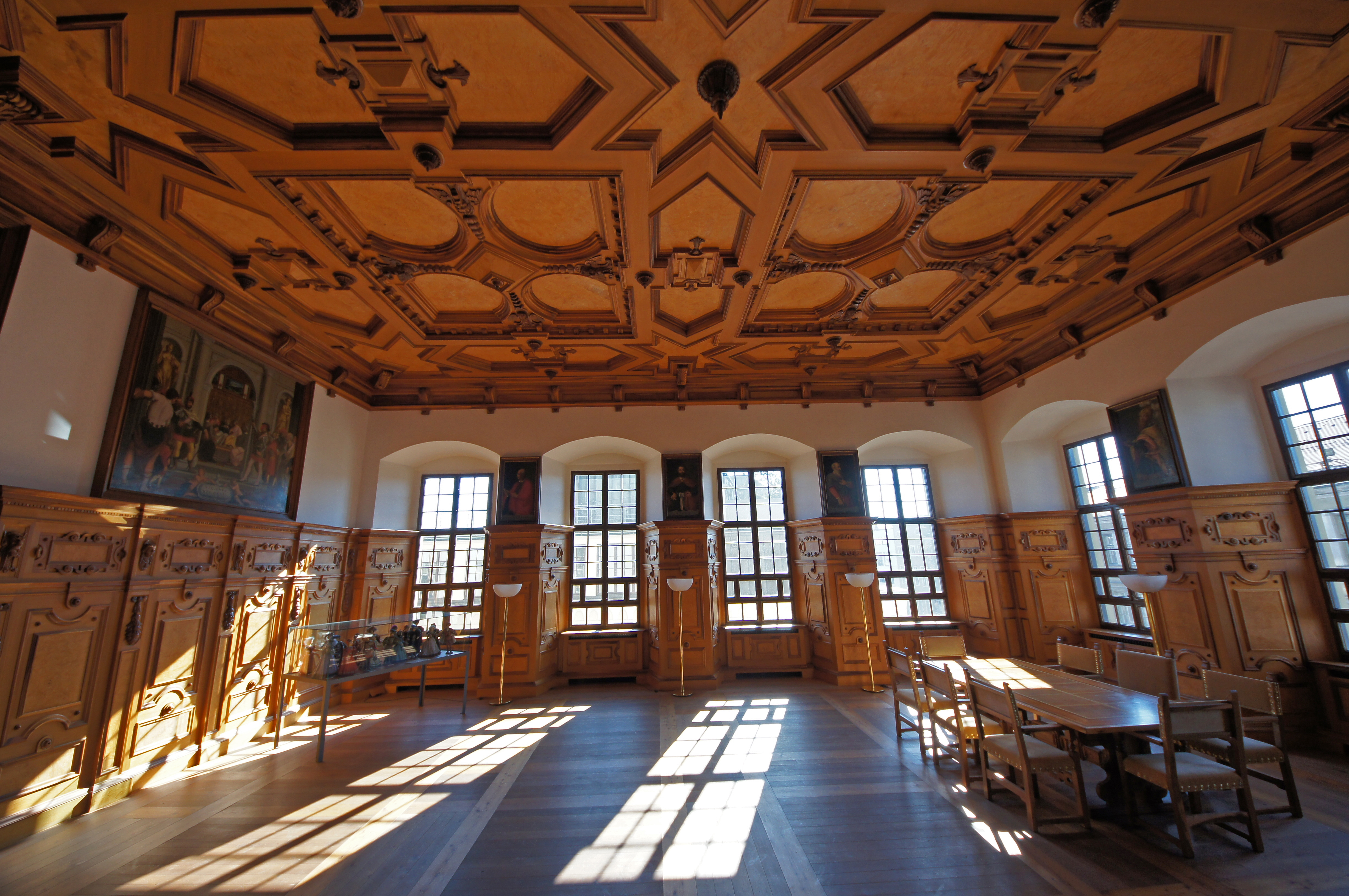
Fürstenzimmer

Bei dem britischen Bombenangriff auf Augsburg in der Nacht vom 25. auf den 26. Februar 1944 wurde das Rathaus von mehreren Spreng- und Brandbomben getroffen und brannte anschließend bis auf die Außenmauern vollständig aus. Nach dem Krieg wurden zunächst die Überreste gesichert. Bis 1951 erhielten die beiden Türme ihre markanten Kuppeln zurück, und vier Jahre später war auch die Fassade rekonstruiert. Der Innenausbau wurde bis 1962 vollständig abgeschlossen.
Der Blick auf die Fassade des Augsburger Rathauses war bis zu den beiden alliierten Luftangriffen auf Augsburg nur eingeschränkt möglich. Erst die Zerstörung und die bis Anfang der 1960er Jahre abgeschlossene Abtragung des gegenüberliegenden Häuserblocks mit dem Börsengebäude ermöglichten die heutige (unhistorische) freie Sicht auf die Gebäudefront über den Rathausplatz hinweg. Die Augsburger Bürger wehrten sich anschließend 1961/62 im Rahmen einer großen Bürgeraktion erfolgreich gegen eine Neubebauung des Platzes und sicherten so dauerhaft die freie Sicht auf das Rathaus und den Perlachturm.
In den Jahren 1980 bis 1984 erhielt die Fassade des Rathauses im Zuge umfassender Sanierungsarbeiten ihre (nach historischen Unterlagen rekonstruierte) ursprüngliche Farbgebung wieder. Erst anlässlich der Rekonstruktionsarbeiten am Rathaus zur 2000-Jahr-Feier der Stadt im Jahre 1985 wurden die Adler in Anlehnung an das historische Vorbild aufgemalt. Im Inneren des Renaissancebaus wurde der im Krieg vernichtete Goldene Saal originalgetreu wiederhergestellt.
Am 9. Januar 1985 konnte das Augsburger Rathaus im Rahmen des 2000-jährigen Stadtjubiläums zunächst äußerlich in neuer alter Pracht wiedereröffnet werden.

## Baubeschreibung

### Unterer Fletz
Der Besucher betritt das Augsburger Rathaus durch eine unscheinbare Seitenpforte an der Frontseite des Gebäudes und gelangt durch einen Vorraum zunächst in den Unteren Fletz. Dieser monumentale Saal im Erdgeschoss mit seinen Marmorsäulen und der schweren Gewölbedecke bildet das Entree zu einem der beiden Treppenhäuser, die in die oberen Stockwerke des Rathauses führen.

### Oberer Fletz
Der Obere Fletz im ersten Obergeschoss des Rathauses beherbergte einst die Amtszimmer der Augsburger Ratsherren. Seit dem Krieg wird das Stockwerk als Sitzungssaal des Augsburger Stadtparlamentes genutzt, daneben finden sich hier die Fraktionsbüros der im Stadtrat vertretenen Parteien. Außer zu besonderen Anlässen ist dieser Teil des Rathauses Besuchern nicht zugänglich.

### Goldener Saal
Im zweiten Obergeschoss des Augsburger Rathauses gelegen, umfasst der Goldene Saal eine Fläche von 552 m² bei einer Deckenhöhe von 14 Metern. Mit seinen beeindruckenden Portalen, den üppigen Wandmalereien, ausgeführt von Matthias Kager und nicht zuletzt der prachtvollen Kassettendecke galt er schon zu Zeiten seiner Entstehung als Höhepunkt künstlerischer Innenraumgestaltung. Seinen Namen bezieht der Saal von dem reichhaltigen Goldschmuck, der seine Einrichtung ziert.

### Fürstenzimmer
An den Goldenen Saal angrenzend befinden sich die Fürstenzimmer. Ursprünglich vier an der Zahl, dienten diese einst wichtigen Gästen des Augsburger Stadtrates als Aufenthalts- und Rückzugsmöglichkeit. Verglichen mit der Pracht des Goldenen Saals waren die Räume eher gediegen ausgestattet: Kassettendecken, holzgetäfelte Wände, Parkettböden und Kachelöfen sorgten für eine beinahe gemütliche Atmosphäre. Auf jeweils ca. 150 m² Fläche befanden sich in den Fürstenzimmern kunstvoll gearbeitete Schreibpulte, Tische, Sessel und Stühle sowie mehrere Lampen.
Nach ihrer Zerstörung im Zweiten Weltkrieg werden die Fürstenzimmer seit Mitte der 1980er Jahre rekonstruiert. Einer der Räume kann bereits wieder besichtigt werden.

### Südliches Treppenhaus
Im südlichen Treppenhaus befindet sich im Mittelabsatz die aus Rotmarmor bestehende Grabplatte von Elias Holl und seiner Ehefrauen.

### Wache
In den Räumen im Erdgeschoss links neben dem Hauptportal an der Maximilianstraße war lange Zeit eine Wache untergebracht. Sie wurde eingerichtet, als Augsburg zum Königreich Bayern kam und dort bis zum 1. Mai 1907 blieb. Ein solcher militärischer Posten war in vielen Städten vorhanden und sollte den bayerischen Staat vor Ort repräsentieren. Später zog dort ein Polizeirevier ein, das dort bis 2003 bestand.

## Das Rathaus seit den 1980er Jahren
Nach Abschluss der Sanierung im Jahr 1985 beherbergt das Augsburger Rathaus Dauerausstellungen zur Geschichte der ehemaligen Reichsstadt sowie ihrer Partnerstädte. Häufig wechselnde Ausstellungen zu unterschiedlichen geschichtlichen und tagespolitischen Themen im Unteren Fletz stehen für jeden Besucher offen.
Der Goldene Saal ist Veranstaltungsort für städtische Empfänge, Konzerte und Festakte.
Das Augsburger Rathaus zählt zu den meistbesuchten Sehenswürdigkeiten der Fuggerstadt. Unterer Fletz sowie Goldener Saal sind – – ausgenommen bei geschlossenen Veranstaltungen – täglich geöffnet; für den Besuch des Goldenen Saals muss eine geringe Gebühr entrichtet werden. In den historischen Gewölbekellern des Rathauses befindet sich die Traditionsgaststätte „Ratskeller“.
Seit Mai 2007 befindet sich im Rathaus das von der Stadt Augsburg eingerichtete Europe-Direct-Informationszentrum. Es steht für Auskünfte, Fragen und Informationen zur Europäischen Union allen Bürgern offen. Unmittelbar hinter dem Rathaus findet alljährlich am 8. August auf dem Elias-Holl-Platz aus Anlass des Friedensfestes die Friedenstafel statt.